# 贵州路
贵州路是中華人民共和國上海市黃浦區一條南北走向道路，南起九江路，北至厦门路。全长612米，道路宽度為9.1米至15.3米，道路始建於清朝同治五年（1866年），路名來自於贵州省。道路沿途有黄浦剧场和老闸捕房旧址。